# بوراس شجري بورنيوني
بوراس شجري بورنيوني (الاسم العلمي: Borassodendron borneense) هو نوع نباتي يتبع جنس البوراس الشجري من فصيلة الفوفلية.